# Движение за добровольное вымирание человечества

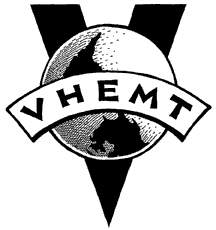
Альтернативный логотип VHEMT

Движе́ние за доброво́льное вымира́ние челове́чества, более известное как VHEMT (МФА: ['viːəmənt]о файле), аббревиатура от англ. Voluntary Human Extinction Movement) — международное общественное экологическое движение, целью которого является добровольное вымирание человечества путём отказа от размножения. Основная идея движения заключается в том, что для биосферы Земли будет лучше, если человечество прекратит своё существование.
По мнению сторонников этого движения, человеческий вид — это некий «экзотический захватчик», популяция которого вышла из-под контроля, стала представлять угрозу экосистеме Земли, животным и растениям, живущим на ней; и только полное вымирание вида Homo sapiens восстановит естественный порядок вещей и гармонию природы.

## История
Движение основано Лэсом Ю. Найтом (псевдоним англ. Les U. Knight [lɛz ju naɪt] звучит практически идентично английской фразе let’s unite [lɛts ˈjuˌnaɪt] — «давайте объединяться») в 1991 году в американском городе По́ртленде штата Орегон. Лэс Ю. Найт — владелец сайта vhemt.org и «голос» движения. Хотя сам Лэс Ю. Найт утверждает, что не основал движение, а всего лишь дал ему название.
Лэс Ю. Найт занялся экологическим активизмом в 1970-е годы после возвращения из Вьетнама, став членом движения «Нулевого роста населения», и добровольно прошёл операцию вазэктомии (стерилизации), будучи двадцатилетним.

## Идеология движения
Неофициальный лозунг движения: «Будем жить долго и вымрем!» (англ. May we live long and die out). Движение не пропагандирует убийства, самоубийства, массовую стерилизацию и прочие насильственные методы, вместо этого предлагается отказаться от дальнейшего воспроизведения человеческого рода.
Условно движение выделяет три формы поддержки:
1. Добровольцы (англ. volunteers), поддерживающие вымирание человеческого вида[12].
2. Сторонники (англ. supporters) — люди, которые не считают, что вымирание человечества необходимо, но тем не менее являются сторонниками антинатализма[12].
3. Неопределившиеся (англ. undecided) — потенциальные сторонники или добровольцы движения[12].

VHEMT не является формальной организацией и не имеет частных структур. Официальное представительство отсутствует.

## Символика
В логотипе VHEMT перевернутая на 180° Земля символизирует необходимость перемен во взглядах и действиях, а также бедственное положение планетарной экосистемы. «V» (сокращение англ. Voluntary) означает приоритет добровольности.